# Jean V de Brandebourg
Jean V surnommé « l'Illustre » (en allemand : Johann V. der Erlauchte), né en août 1302 et mort le 26 mars 1317 à Spandau, est un prince de la maison d'Ascanie, fils du margrave Hermann Ier de Brandebourg et d'Anne d'Autriche. Il fut margrave de Brandebourg de 1308 jusqu'à sa mort.

## Biographie
Jean est le seul fils du margrave Hermann Ier de Brandebourg († 1308) et de son épouse Anne d'Autriche († 1327), la fille aînée du roi Albert Ier de Habsbourg. Son père, un membre de la lignée ottonienne des Ascaniens, fut co-régent de la marche de Brandebourg depuis 1298. 
Mineur au moment du décès de son père, il fut placé sous la tutelle de son cousin Valdemar de Brandebourg, membre de la lignée johannique. En 1309, Valdemar épouse la sœur de Jean V, Agnès de Brandebourg, héritière de l'Altmark, afin de réunifier les pays de la dynastie.
Grâce à la médiation de sa mère Anne remariée avec le duc silésien Henri VI le Bon, Jean V lui-même épouse Catherine († 1327), la fille du duc Henri III de Głogów, dont il ne laisse pas de descendance. Sa mort précoce à l'âge de 14 ans marque la fin de la lignée othonienne de la maison d'Ascanie, et permet la réunification de la marche de Brandebourg sur la tête de son cousin Valdemar.
Jean V est enterré à l'abbaye de Lehnin.

## Source
- Anthony Stokvis, Manuel d'histoire, de généalogie et de chronologie de tous les États du globe, depuis les temps les plus reculés jusqu'à nos jours, préf. H. F. Wijnman, Israël, 1966, volume III chapitre VIII « Généalogie des Margraves de Brandebourg. Maison d'Ascanie » . Tableau généalogique no 7.